# Swaknoite
La swaknoite è un minerale.